# Gerhard Kempinski
Ernst Gerhardt Kempinski (* 1904 in Deutschland; † 14. Februar 1947 in London, Vereinigtes Königreich) war ein deutscher Gastronom und Filmschauspieler.

## Leben
Gerhard Kempinski wurde als Sohn von Hans und Luise Kempinski geboren und war damit der letzte offizielle Erbe der berühmten Hoteldynastie. Anfang der 1930er-heiratete er Melanie Rahmer, die Tochter des Berliner Schriftstellers Sigismund Rahmer, mit der er nach der Machtergreifung der Nazis nach London floh, wo er das von seinem Vater 1936 eröffnete Restaurant „Gerhard Kempinski“ übernahm, da dieser in die USA übersiedelte. 1938 wurde sein Sohn, der Schauspieler und Dramatiker Tom Kempinski, geboren.
Ab 1942 war Gerhard Kempinski als Schauspieler tätig und spielte in insgesamt rund 16 Spielfilmen mit. Zu den bekanntesten Schauspielern, mit denen er drehte, gehörten Lilli Palmer, Deborah Kerr, Claude Rains, Vivien Leigh, Stewart Granger, Robert Morley.
Gerhard Kempinski starb am 14. Februar 1947 in London. Die Todesursache ist unbekannt.

## Filmografie
- 1942: Lady from Lisbon
- 1943: Home sweet home
- 1946: Das dämonische Ich
- 1946: Ungeduld des Herzens
- 1946: Ihr letzter Tanz